# Six Days of Calm
Six Days of Calm ist eine deutsche Post-Rock-Band aus Würzburg.

## Geschichte
Als sich die deutsche Metalcore-Band Watch Them Fade 2018 auflöste, rief der Hauptsongwriter Marc Fischer sein eigenes Projekt Six Days of Calm ins Leben. Die Leidenschaft für Post-Rock war auf dem letzten Album von Watch Them Fade bereits präsent. Mit Six Days of Calm widmete Fischer sich ausnahmslos dieser Leidenschaft.
Das Debüt-Album The Ocean’s Lullaby wurde Anfang 2020 zusammen mit dem Produzenten Nikita Kamprad (Der Weg einer Freiheit) in den Ghost City Studios aufgenommen. Philipp Welsing (Original Mastering Studios Hamburg), der auch für Bands wie Ef, Mutiny on the Bounty, Lantlôs, Der Weg einer Freiheit und Callejon gearbeitet hat, war für das Mastering verantwortlich. Das Cover-Artwork und Graphic Design übernahm Oliver Hummel. Ein Musikvideo zu dem Stück Breathe wurde von Fischer zusammen mit Jan Kerscher und Melanie Schösser in den Ghost City Recordings Studios aufgenommen. Kerscher hatte dort im Zuge der Ghost City Sessions bereits Videos für Interpreten wie The Ocean, Sleepmakeswaves, Ef oder Northlane gedreht. Die Veröffentlichung blieb im Zuge der Corona-Krise vakant. Im November 2020 erschien das Debüt-Album und wurde durchweg positiv rezensiert. Auf dem Album gibt sich Fischer „komplett seiner Leidenschaft für schwelgerischen Post-Rock in der Tradition von Explosions in The Sky und ähnlichen Schönklangfanatikern hin“ und weitere Rezensenten lobten das Album uneingeschränkt als „ein Jahreshighlight im Post-Rock“ und „katharsisch im pursten Sinne“. Im Fuze Magazine wurde das Album unter den Top 5 der Ausgabe #85 gelistet und als „berührendes Erlebnis, das eine Auszeit von Alltag, Corona oder was euch sonst noch nervt garantiert“ beschrieben.
Anfang November 2023 erschien das Nachfolgewerk My Little, Safe Place, ebenfalls von Nikita Kamprad produziert. Das Album wurde als „Kombination aus kraftvollen Kompositionen, einfühlsamen Melodien und meisterhafter Produktion“ beschrieben. Es sei ein „zeitloses Meisterstück im Bereich des Post-Rock“. Für die Zeitschrift Visions wurde das Album als „märchenhaft melodische Soundkaskaden aus ruhigen Ambient-Flüssen und tobenden Post-Rock Sturzbächen“ gelobt. My Little, Safe Place sei laut einer von Stephan Wolf für Sonic Seducer verfassten Besprechung „smooth, gediegen, anschmiegsam. Und zeig[e] immer Größe dort, wo man sie im Verlauf eines Tracks am wenigsten vermutet.“ Six Days of Calm wäre schon mit dem „Debüt eine große Nummer“ gewesen und scheine „noch größer“ zu werden, schrieb Stephan Kirsch für Vinyl Keks über das Album. Die Betreiber des Webzines Demonic Nights wählten My Little, Safe Place zum Album der Woche und betiteln es als „Kopfkino-Post-Rock“ der „nahezu wortlos“ agiere und „durch Mark und Bein“ fahre. Sogar als „einzigartiges Erlebnis“ beschreibt Christoph Höhl vom österreichischen Slam Magazine mit 9,5 von 10 Punkten das Zweitwerk Fischers.
Mitte November 2023 war Six Days of Calm das erste Mal live auf der Bühne zu sehen. Beim szenebekannten Gloomaar Festival in Neunkirchen markierten sie als komplette Live Band „nicht nur einen Höhepunkt des Festivals, sondern auch den Beginn einer intensiven musikalischen Reise.“

## Stil

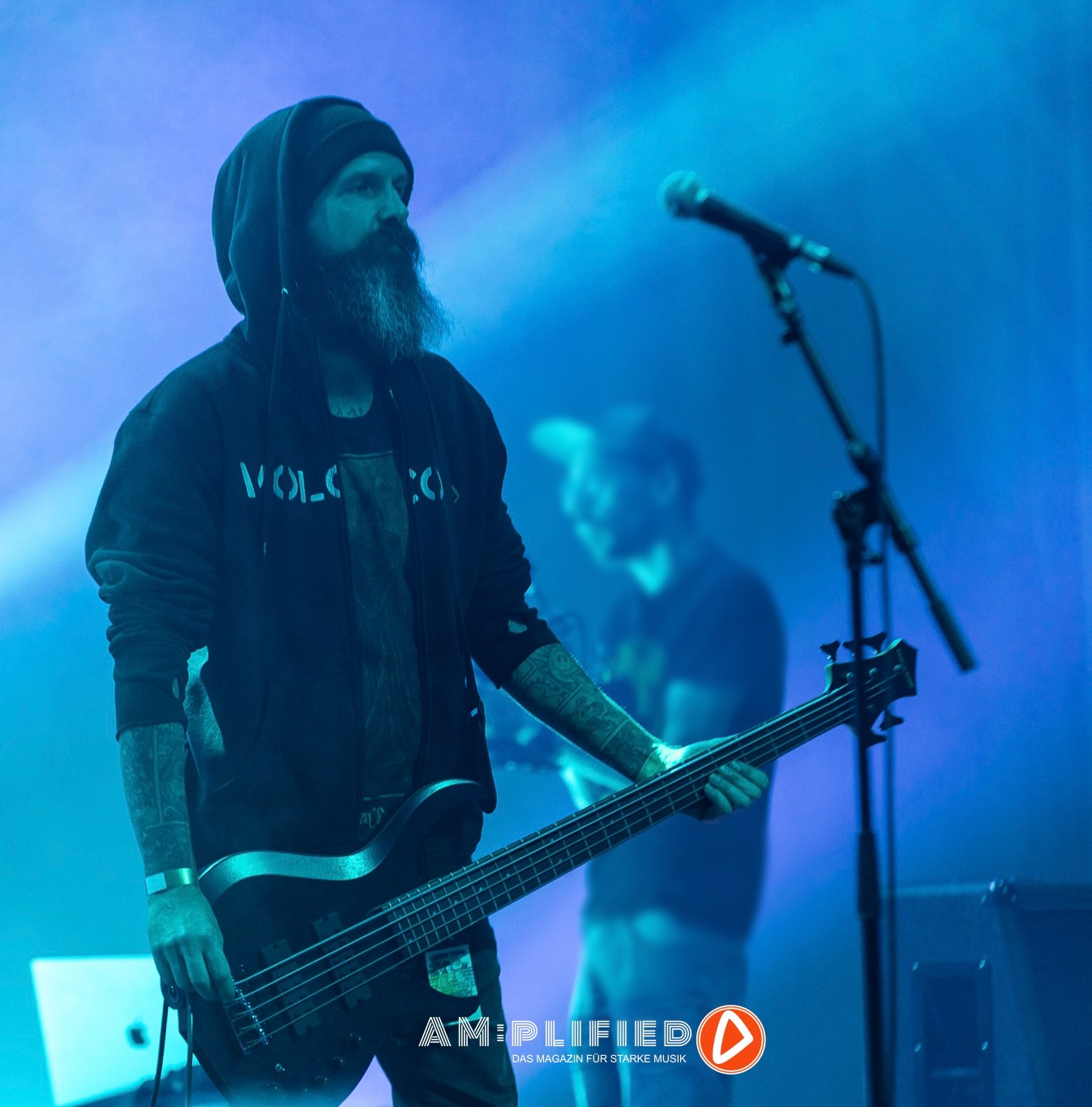
Gloomaar Festival 2023

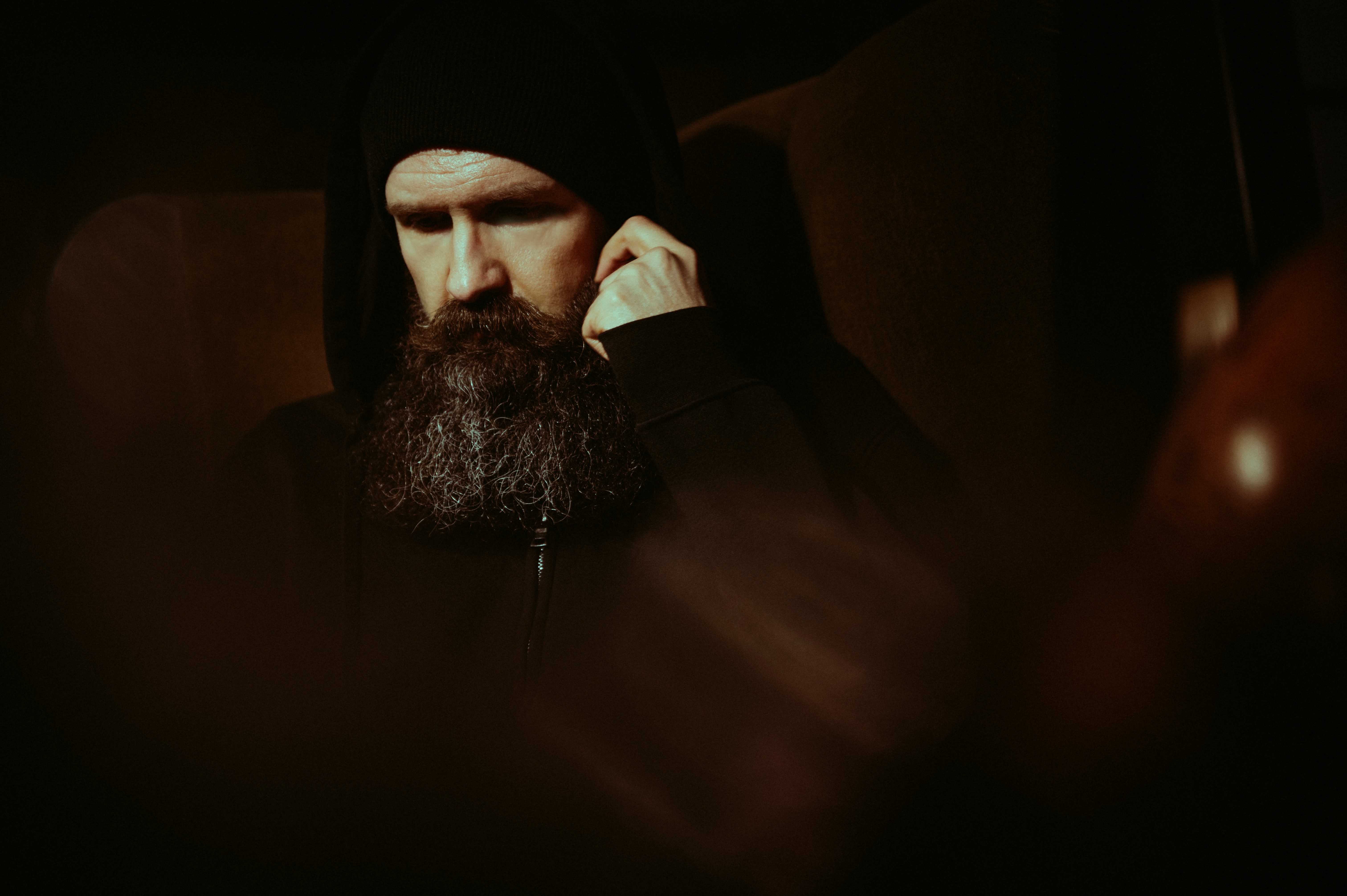
Six Days of Calm

Six Days of Calm ist ein rein instrumentales Projekt, welches von Fischer alleine betrieben wird. Die Musik wird in Besprechungen als atmosphärisch dichter und melancholischer Post-Rock beschrieben. Die Musik ist von Bands wie This Will Destroy You, Shels, Ef, Pg.Lost beeinflusst. In Besprechungen wird zum einordnenden Vergleich hinzukommend auf populäre Namen des Genres sowie auf den Soundtrack der Fernsehserie Twin Peaks verwiesen. Das Magazin Visions sah sogar große Parallelen zu Bands wie Sigur Rós und betitelt das Debüt-Album als ein Werk das in seiner Traurigkeit und Tiefe berührt.
Six Days of Calm präsentiere so „Post-Rock mit breiten und eingängigen Gitarrenwänden“ die mit „Keyboardflächen“ und als zart wahrgenommenen Klavieranschlägen kombiniert werden. Im Ergebnis sei der Begriff Post-Rock vielleicht unzureichend. „So einfach ist das nicht, da mischt sich viel Ambient und auch Metal mit zu.“
Das FUZE Magazine beschreibt Fischer als „bewussten, zumeist defensiv agierenden Komponisten, der sich darauf versteht, Gänsehautmomente zu entwickeln, deren Intimität und Fragilität schlicht beeindrucken“ und wählt sein Album My Little, Safe Place zum Album der Ausgabe auf Platz 1.

## Diskografie

### Alben
- 2020: The Ocean’s Lullaby (Doppel-Vinyl / Digital / Stream, Midsummer Records / Cargo Records)
- 2023: My Little, Safe Place (Doppel-Vinyl-Gatefold / Digipack-CD / Digital / Stream, Midsummer Records / Cargo Records)

### Singles
- 2020: Loss
- 2020: Breathe
- 2020: The Final Notes
- 2020: Reflections
- 2021: Gloom – Remix by Deckert (Jennifer Rostock)
- 2023: Uncertainty
- 2023: Sorrow (feat. circle&wind)
- 2023: Awakening
- 2023: Awakening (Wastelander X Remix)
- 2024: Sorrow (Instrumental)
- 2024: Say Goodbye
- 2024: Neuanfang (feat. Sperling)
- 2024: Memories – Uncertainty Enhanced (feat. Heretoir)